# Кортово

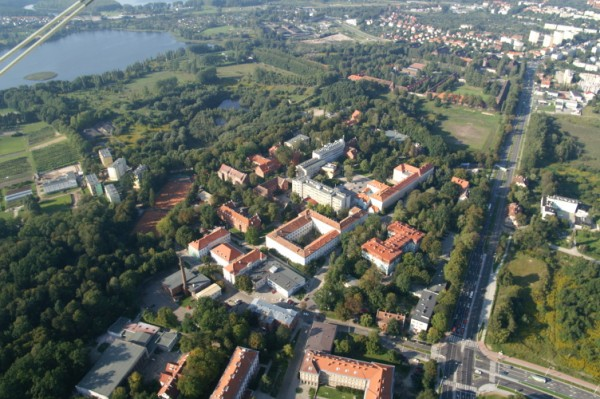
Кортово, вид з літака

Кортово - відокремлений район польського міста Ольштин, розташований у південній частині міста над Кортовським озером. Кортово це університетське містечко (кампус), де знаходиться більшість інституцій Вармінсько-Мазурського університету, між іншими: радіо UWM FM, студентські клуби, гуртожитки, видавництво, дитсадок, кінський завод, стадіони.
Кортово займає простір 4,22 км². В межах району знаходяться озера Стари Двур і Моджевйове та пливе струмінь Кортувка.
Раніше у Кортові знаходилась психіатрична лікарня. Під час війни привезено тут хворих з інших осередків, між іншими з Каролєва Після II Світової Війни будинки адаптовано для Вищої рільничої школи (1950-1968), пізніше Рільничо-Технічної академії (1969-1999) та з 1999 р. Вармінсько-Мазурського університету.
У Кортові щороку відбувається одне з найбільших студентських святкувань «Кортовіада».
Від назви району свою назву взяв студентський колектив пісні та танцю Ансамбль пісні і танцю «Кортово».